# Эн-Нуумания
Эн-Нуумания (араб. النعمانية‎) — город на востоке Ирака, расположенный на территории мухафазы Васит. Административный центр одноимённого округа.
К юго-западу от города расположена одноимённая военная авиабаза.

## Географическое положение
Город находится в западной части мухафазы, на правом берегу реки Тигр, на высоте 25 метров над уровнем моря.
Эн-Нуумания расположена на расстоянии приблизительно 35 километров к западу от Эль-Кута, административного центра провинции и на расстоянии 113 километров к юго-востоку от Багдада, столицы страны.

## Население
По данным последней официальной переписи 1965 года, население составляло 11 937 человек.
Динамика численности населения города по годам:
| 1965   | 2012   |
| ------ | ------ |
| 11 937 | 33 369 |